# 22e parallèle sud
Pour les articles homonymes, voir 22e parallèle.

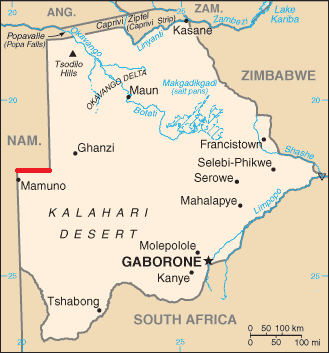
Carte du Botswana, montrant le 22^{e} parallèle sud (en rouge) comme partie de la frontière avec la Namibie.

En géographie, le 22e parallèle sud est le parallèle joignant les points de la surface de la Terre dont la latitude est égale à 22° sud

## Géographie

### Dimensions
Dans le système géodésique WGS 84, au niveau de 22° de latitude sud, un degré de longitude équivaut à 103,262 km ; la longueur totale du parallèle est donc de 37 174 km, soit environ 93 % de celle de l'équateur. Il en est distant de 2 434 km et du pôle Sud de 7 568 km,.

### Régions traversées
Le 22e parallèle sud passe au-dessus des océans sur environ 75 % de sa longueur. Du point de vue des terres émergées, il traverse l'Afrique (Namibie, Botswana, Zimbabwe, Mozambique), Madagascar, l'Australie, la Nouvelle-Calédonie, la Polynésie française et l'Amérique du Sud (Chili, Bolivie, Argentine, Paraguay, Brésil).
Le tableau ci-dessous résume les différentes zones traversées par le parallèle, d'ouest en est :
| Zone                                       | Début                 | Fin                   | Longueur (km) |
| ------------------------------------------ | --------------------- | --------------------- | ------------- |
| Océan Atlantique                           | 22° 00′ S, 40° 59′ O  | 22° 00′ S, 14° 11′ E  | 5 697         |
| Afrique                                    | 22° 00′ S, 14° 11′ E  | 22° 00′ S, 35° 19′ E  | 2 182         |
| Canal du Mozambique                        | 22° 00′ S, 35° 19′ E  | 22° 00′ S, 43° 16′ E  | 821           |
| Madagascar                                 | 22° 00′ S, 43° 16′ E  | 22° 00′ S, 48° 06′ E  | 499           |
| Océan Indien                               | 22° 00′ S, 48° 06′ E  | 22° 00′ S, 113° 56′ E | 6 798         |
| Australie (péninsule du cap du Nord-Ouest) | 22° 00′ S, 113° 56′ E | 22° 00′ S, 114° 08′ E | 21            |
| Océan Indien                               | 22° 00′ S, 114° 08′ E | 22° 00′ S, 114° 34′ E | 44            |
| Australie                                  | 22° 00′ S, 114° 34′ E | 22° 00′ S, 149° 30′ E | 3 607         |
| Océan Pacifique                            | 22° 00′ S, 149° 30′ E | 22° 00′ S, 166° 01′ E | 1 706         |
| Île Ducos                                  | 22° 00′ S, 166° 01′ E | 22° 00′ S, 166° 04′ E | 5             |
| Baie de Saint-Vincent                      | 22° 00′ S, 166° 04′ E | 22° 00′ S, 166° 08′ E | 7             |
| Nouvelle-Calédonie                         | 22° 00′ S, 166° 08′ E | 22° 00′ S, 166° 45′ E | 64            |
| Océan Pacifique                            | 22° 00′ S, 166° 45′ E | 22° 00′ S, 136° 12′ O | 5 891         |
| Maria (Polynésie française)                | 22° 00′ S, 136° 12′ O | 22° 00′ S, 136° 11′ O | 2             |
| Océan Pacifique                            | 22° 00′ S, 136° 11′ O | 22° 00′ S, 70° 12′ O  | 6 814         |
| Amérique du Sud                            | 22° 00′ S, 70° 12′ O  | 22° 00′ S, 40° 59′ O  | 3 017         |

## Frontière
En Afrique, le parallèle sert à délimiter une partie de la frontière entre le Botswana et la Namibie.
En Amérique du Sud, une zone de la frontière entre l'Argentine et la Bolivie s'appuie également sur le 22e parallèle.